# Friville-Escarbotin
Friville-Escarbotin és un municipi francès situat al departament del Somme i a la regió dels Alts de França. L'any 2007 tenia 4.518 habitants.

## Demografia

### Població

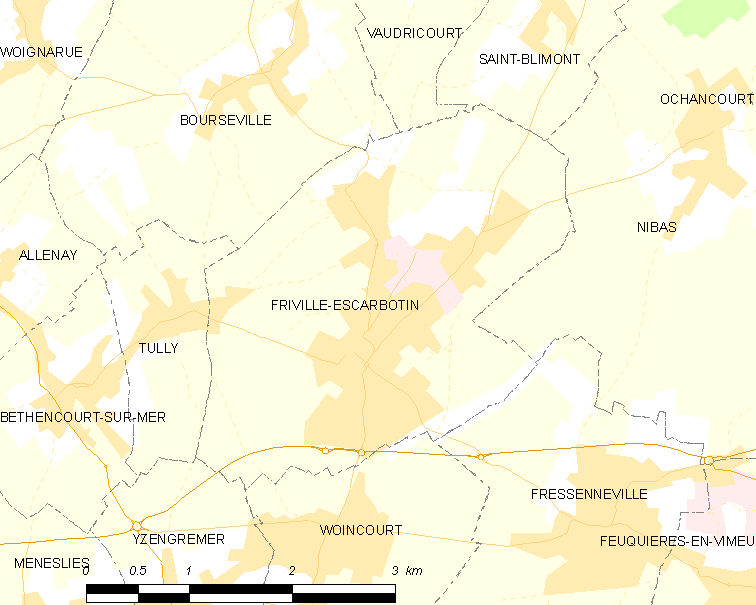
mapa del municipi

El 2007 la població de fet de Friville-Escarbotin era de 4.518 persones. Hi havia 1.831 famílies de les quals 506 eren unipersonals (169 homes vivint sols i 337 dones vivint soles), 622 parelles sense fills, 518 parelles amb fills i 185 famílies monoparentals amb fills.
La població ha evolucionat segons el següent gràfic:
Habitants censats

### Habitatges
El 2007 hi havia 2.093 habitatges, 1.903 eren l'habitatge principal de la família, 25 eren segones residències i 165 estaven desocupats. 1.761 eren cases i 320 eren apartaments. Dels 1.903 habitatges principals, 1.093 estaven ocupats pels seus propietaris, 753 estaven llogats i ocupats pels llogaters i 56 estaven cedits a títol gratuït; 11 tenien una cambra, 171 en tenien dues, 418 en tenien tres, 543 en tenien quatre i 760 en tenien cinc o més. 1.253 habitatges disposaven pel capbaix d'una plaça de pàrquing. A 1.040 habitatges hi havia un automòbil i a 544 n'hi havia dos o més.

### Piràmide de població

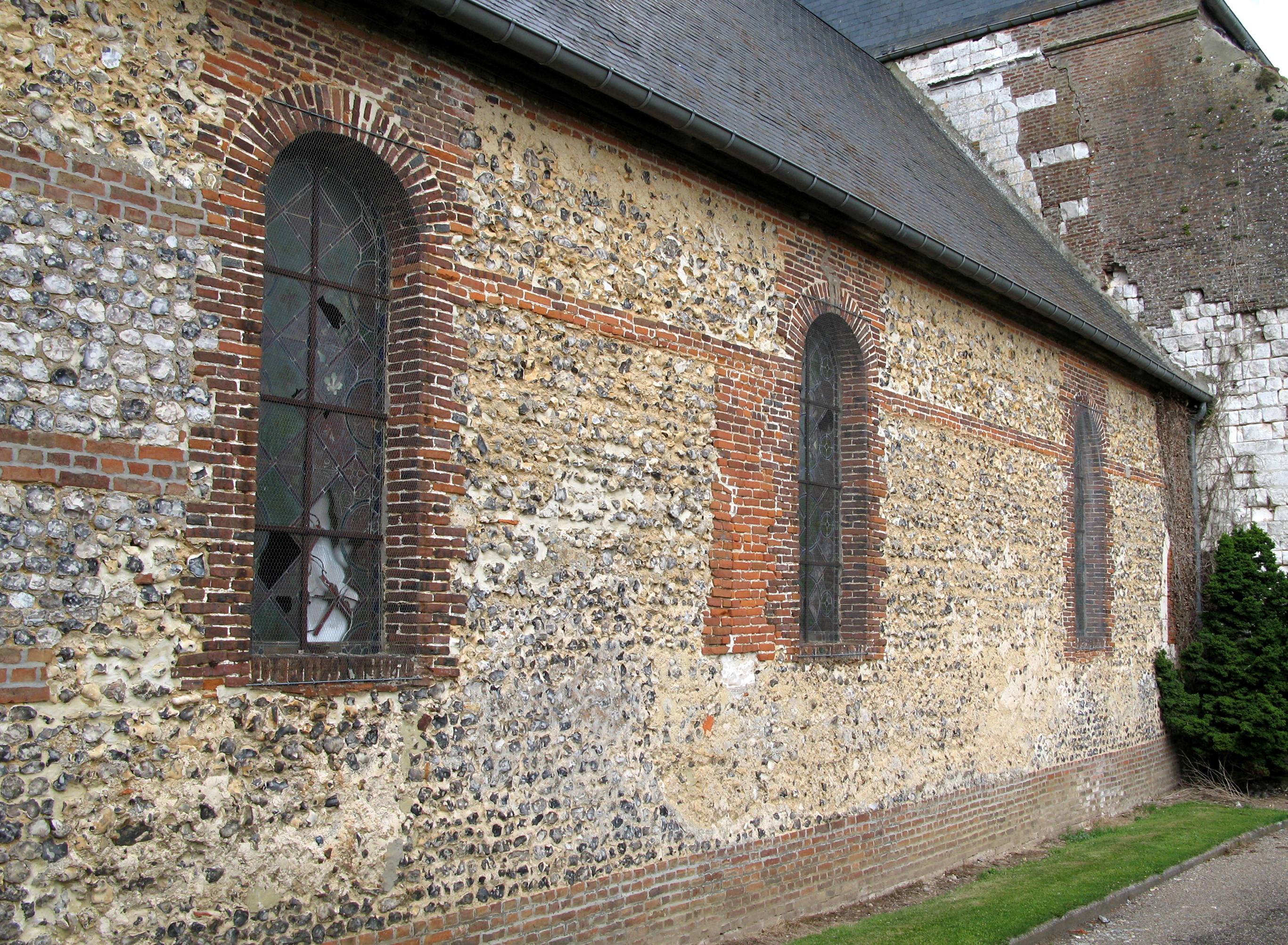

La piràmide de població per edats i sexe el 2009 era:
| Homes | Edats   | Dones |
| ----- | ------- | ----- |
| 4     | 95 o +  | 4     |
| 16    | 90 a 94 | 28    |
| 24    | 85 a 89 | 28    |
| 40    | 80 a 84 | 48    |
| 44    | 75 a 79 | 76    |
| 88    | 70 a 74 | 116   |
| 140   | 65 a 69 | 152   |
| 104   | 60 a 64 | 100   |
| 108   | 55 a 59 | 132   |
| 128   | 50 a 54 | 152   |
| 204   | 45 a 49 | 176   |
| 128   | 40 a 44 | 176   |
| 192   | 35 a 39 | 144   |
| 148   | 30 a 34 | 172   |
| 200   | 25 a 29 | 136   |
| 100   | 20 a 24 | 92    |
| 192   | 15 a 19 | 156   |
| 136   | 10 a 14 | 168   |
| 136   | 5 a 9   | 160   |
| 136   | 0 a 4   | 120   |

## Economia

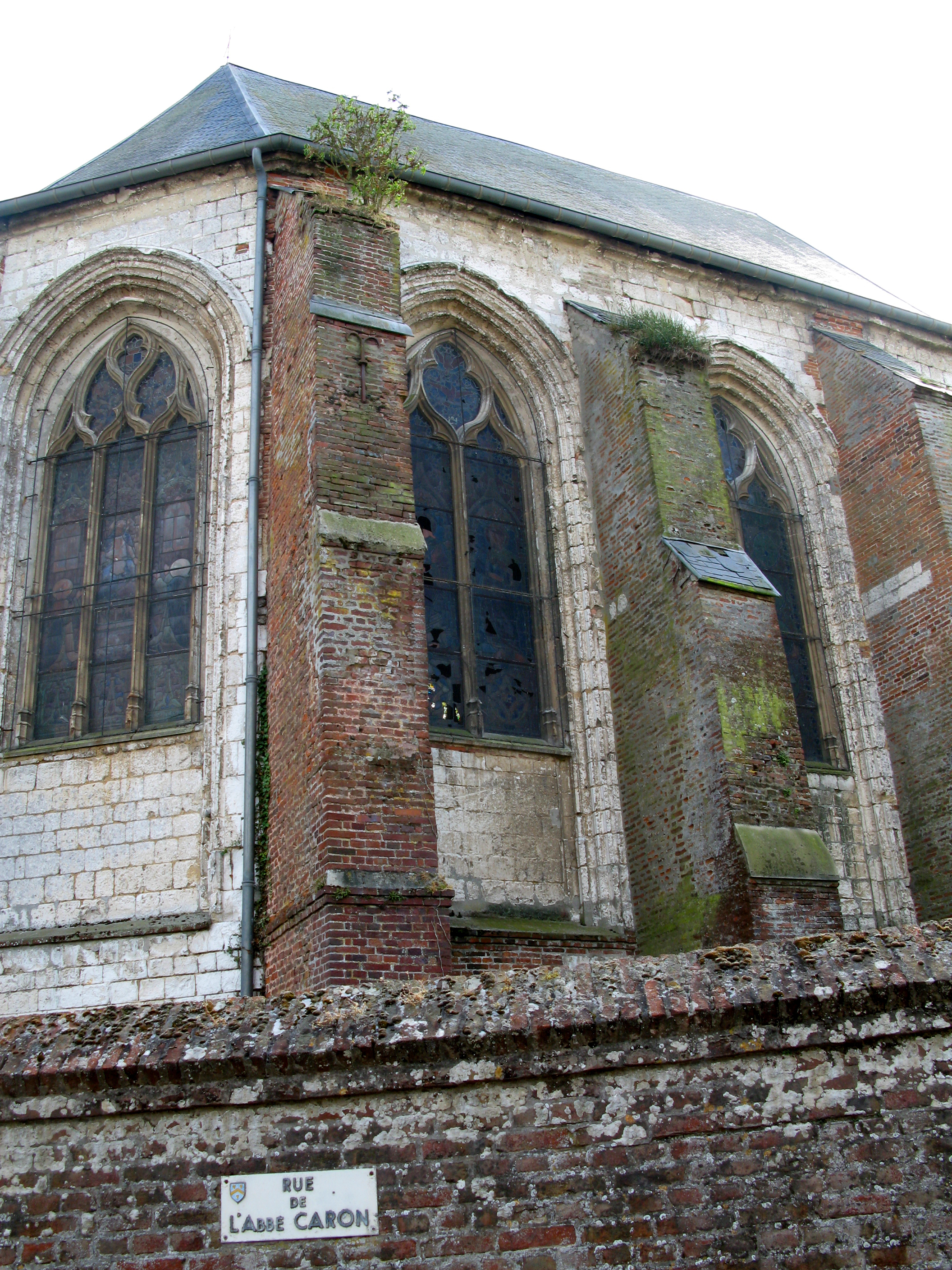

El 2007 la població en edat de treballar era de 2.918 persones, 2.012 eren actives i 906 eren inactives. De les 2.012 persones actives 1.772 estaven ocupades (963 homes i 809 dones) i 240 estaven aturades (104 homes i 136 dones). De les 906 persones inactives 310 estaven jubilades, 243 estaven estudiant i 353 estaven classificades com a «altres inactius».

### Ingressos
El 2009 a Friville-Escarbotin hi havia 1.901 unitats fiscals que integraven 4.499,5 persones, la mediana anual d'ingressos fiscals per persona era de 15.140 €.

### Activitats econòmiques

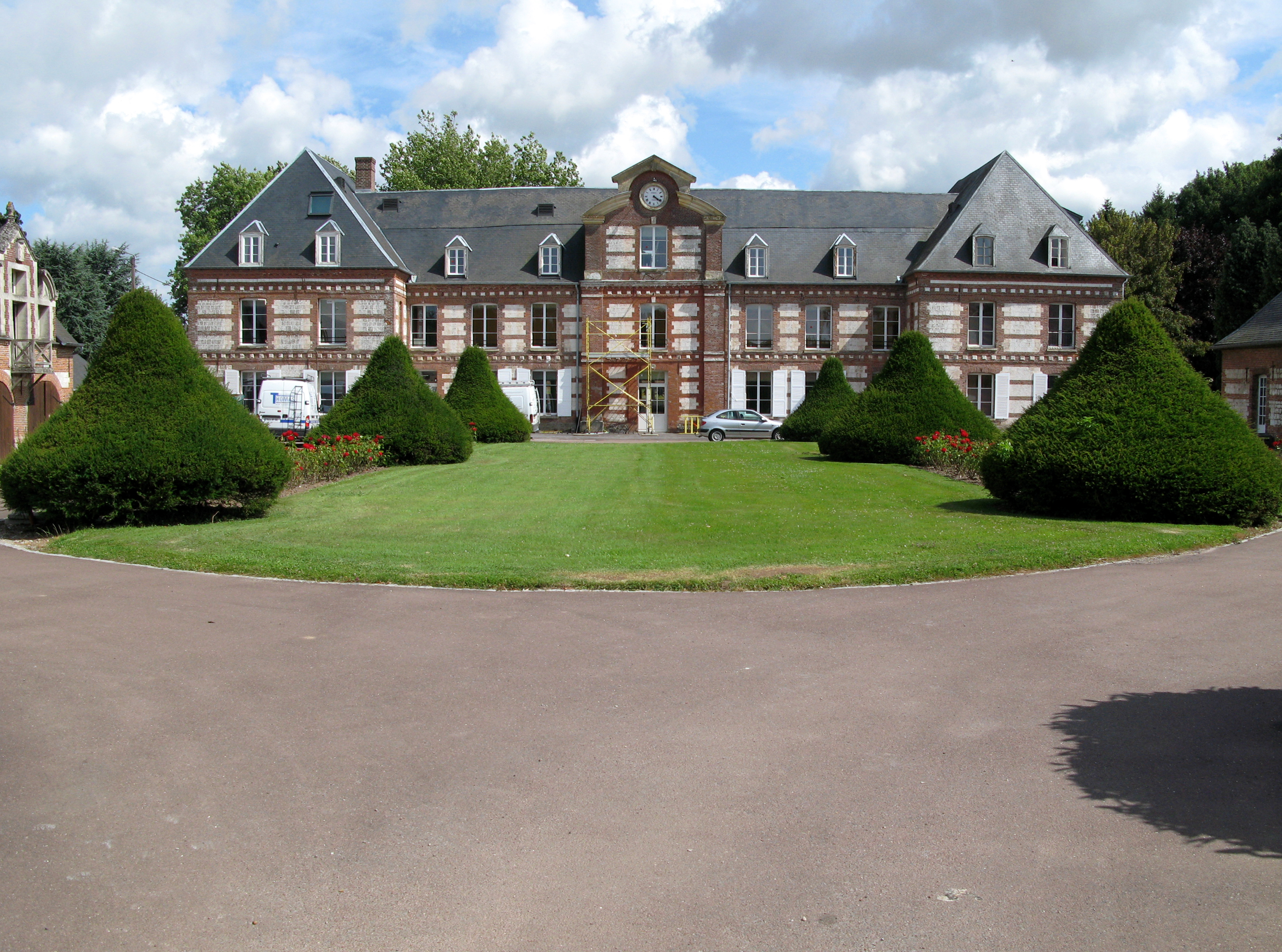

Dels 256 establiments que hi havia el 2007, 6 eren d'empreses extractives, 5 d'empreses alimentàries, 11 d'empreses de fabricació de material elèctric, 37 d'empreses de fabricació d'altres productes industrials, 15 d'empreses de construcció, 67 d'empreses de comerç i reparació d'automòbils, 6 d'empreses de transport, 12 d'empreses d'hostatgeria i restauració, 1 d'una empresa d'informació i comunicació, 21 d'empreses financeres, 8 d'empreses immobiliàries, 25 d'empreses de serveis, 23 d'entitats de l'administració pública i 19 d'empreses classificades com a «altres activitats de serveis».
Dels 68 establiments de servei als particulars que hi havia el 2009, 1 era una oficina d'administració d'Hisenda pública, 1 oficina del servei públic d'ocupació, 1 gendarmeria, 1 oficina de correu, 6 oficines bancàries, 1 funerària, 8 tallers de reparació d'automòbils i de material agrícola, 1 taller d'inspecció tècnica de vehicles, 3 autoescoles, 1 guixaire pintor, 3 fusteries, 4 lampisteries, 3 electricistes, 3 empreses de construcció, 9 perruqueries, 2 veterinaris, 4 agències de treball temporal, 8 restaurants, 4 agències immobiliàries, 2 tintoreries i 2 salons de bellesa.
Dels 39 establiments comercials que hi havia el 2009, 1 era, 4 supermercats, 1 un supermercat, 3 fleques, 9 carnisseries, 2 llibreries, 7 botigues de roba, 1 una botiga de roba, 1 una botiga d'equipament de la llar, 2 botigues d'electrodomèstics, 1 una botiga d'electrodomèstics, 1 una botiga de mobles, 1 una perfumeria i 5 floristeries.
L'any 2000 a Friville-Escarbotin hi havia 13 explotacions agrícoles que ocupaven un total de 448 hectàrees.

## Equipaments sanitaris i escolars
El 2009 hi havia 2 farmàcies i 2 ambulàncies.
El 2009 hi havia 3 escoles maternals i 4 escoles elementals. A Friville-Escarbotin hi havia 1 col·legi d'educació secundària, 1 liceu d'ensenyament general i 1 liceu tecnològic. Als col·legis d'educació secundària hi havia 543 alumnes, als liceus d'ensenyament general n'hi havia 606 i als liceus tecnològics 566.

## Poblacions més properes
El següent diagrama mostra les poblacions més properes.